# Matthieu Belliard
Pour les articles homonymes, voir Belliard.
Matthieu Belliard, né le 15 avril 1984 à Boston (États-Unis), est un journaliste et animateur franco-américain de radio et de télévision. Il est à l'antenne pendant 10 ans sur RMC puis sur Europe 1 de 2018 à 2021, et aujourd’hui sur France Info et dans l'émission Télématin, sur France 2. Il revient sur RMC à partir de Septembre 2024 dans Apolline matin dans la rubrique Expliquez-nous qui décrypte tous les matins à 7h40 un sujet d'actualité de la veille ou à venir dans la journée

## Biographie

### Jeunesse et études
Matthieu Belliard naît le 15 avril 1984 aux États-Unis, d'un père français et d'une mère éthiopienne. Il a un frère, docteur en physique. Il poursuit des études au collège privé Massillon à Paris puis s'inscrit à l'école de journalisme ISCPA en 2001.

### Carrière
Il intègre le monde de la radio en travaillant pour Oui FM, station au sein de laquelle il reste pendant quatre ans. 
Il arrive ensuite sur RMC pour présenter la pré-matinale dès 4 h 30. Il co-anime aussi la matinale en compagnie de Jean-Jacques Bourdin de 6 h à 10 h.
À la rentrée 2018, Matthieu Belliard annonce avec émotion qu'il quitte RMC après 10 ans à l'antenne. En effet, il part sur la radio Europe 1 pour animer la tranche info du soir, à partir de 17 h,. 
En mars 2019, il co-présente avec Laurence Ferrari deux débats entre les chefs de partis politiques dans le cadre des élections européennes sur CNEWS et Europe 1.  
À la rentrée 2019, il devient présentateur de la matinale d'Europe 1 de 6 h à 9 h du lundi au vendredi. Il succède ainsi à Nikos Aliagas. D'après une étude d'Acrimed portant sur la période janvier-mars 2020, l’émission qu'il présente « affiche le déséquilibre le plus flagrant » des matinales radiophoniques concernant la représentation du patronat en comparaison de celle des salariés. La matinale d'Europe 1 ayant reçu 29 grands patrons contre une seule syndicaliste. Il présente sa dernière matinale le vendredi 2 juillet 2021, après un mois de juin houleux au sein de la station, marqué par une semaine de grève d'une grande partie de ses salariés, dont Matthieu Belliard, protestant contre les possibles rapprochements de CNews et d'Europe 1.
Il rejoint France 5 à partir du 30 août 2021. Il officie dans l’émission C à vous où il présente le 5/5. À partir de septembre 2023, il est remplacé dans C à vous par Lorrain Sénéchal.
Il rejoint alors, sa déclinaison hebdomadaire C l'hebdo ainsi que Franceinfo, du vendredi au dimanche de 17h à 19h.
À partir de la rentrée 2024, il quitte le service public pour RMC où il officiera dans la matinale d'Apolline de Malherbe.

### Vie privée
Il est père de trois enfants. Avec son épouse, il pratique l'instruction à domicile,.
Il possède une maison en Normandie.

### Autres activités
En janvier 2020, lors de l'émission L'équipée sauvage de Matthieu Noël sur Europe 1, Matthieu Belliard confie « avoir rêvé d'être rockeur quand il était petit ». Il déclare également avoir fait partie d’un groupe, Dynamo Code, avec qui il a d'ailleurs sorti plusieurs disques et même joué sur la scène de La Cigale à Paris. Les deux CD, l'un électrique, l'autre acoustique, sont sortis en 2011 et 2013. Une vingtaine de titres en tout, et un seul en français : une reprise de Serge Gainsbourg, La chanson de Prévert.
Il a également une passion pour la botanique.